# Pavol Inga
Pavol Inga (n. 27 octombrie 1998, Hîncești,Moldova) este un fotbalist care joacă atacant pentru FC Petrocub Hîncești.